# Gnathopogon strigatus
Gnathopogon strigatus är en fiskart som först beskrevs av Regan, 1908.  Gnathopogon strigatus ingår i släktet Gnathopogon och familjen karpfiskar. Inga underarter finns listade i Catalogue of Life.